# Двайт-Мішен (Оклахома)
Двайт-Мішен (англ. Dwight Mission) — переписна місцевість (CDP) в США, в окрузі Секвоя штату Оклахома. Населення — 76 осіб (2020).

## Географія
Двайт-Мішен розташований за координатами 35°32′59″ пн. ш. 94°51′30″ зх. д. / 35.54972° пн. ш. 94.85833° зх. д. (35.549585, -94.858225).  За даними Бюро перепису населення США в 2010 році переписна місцевість мала площу 4,75 км², з яких 4,71 км² — суходіл та 0,04 км² — водойми.

## Демографія
Згідно з переписом 2010 року, у переписній місцевості мешкало 55 осіб у 20 домогосподарствах у складі 15 родин. Густота населення становила 12 особи/км².  Було 22 помешкання (5/км²).
Расовий склад населення:
| - 58,2 % — білих - 27,3 % — корінних американців - 5,5 % — азіатів |

До двох чи більше рас належало 9,1 %. Частка іспаномовних становила 0,0 % від усіх жителів.
За віковим діапазоном населення розподілялося таким чином: 23,6 % — особи молодші 18 років, 61,9 % — особи у віці 18—64 років, 14,5 % — особи у віці 65 років та старші. Медіана віку мешканця становила 40,6 року. На 100 осіб жіночої статі у переписній місцевості припадало 111,5 чоловіків;  на 100 жінок у віці від 18 років та старших — 100,0 чоловіків також старших 18 років.
Цивільне працевлаштоване населення становило 0 осіб. 